# Claudia Peus
Claudia Peus (* 1977 in Frankfurt am Main) ist eine deutsche Führungs- und Managementwissenschaftlerin. Sie ist Hochschulpräsidiumsmitglied der Technischen Universität München (TUM) und Gründungsdirektorin des TUM Institute for LifeLong Learning. In ihrer Funktion als Vizepräsidentin der TUM ist Peus für Talentmanagement und Diversity verantwortlich und berücksichtigt dabei sowohl die mehr als 11.800 Beschäftigten der Universität als auch externe Fach- und Führungskräfte.

## Leben
Claudia Peus erhielt Stipendien der Konrad-Adenauer-Stiftung sowie der Studienstiftung des deutschen Volkes für ihr Studium der Psychologie und Wirtschaftswissenschaften. Nach ihrer Promotion am Lehrstuhl von Dieter Frey an der Ludwig-Maximilians-Universität München (LMU) arbeitete sie als Gastwissenschaftlerin an der Sloan School of Management, Massachusetts Institute of Technology (MIT) und als Postdoc-Stipendiatin an der Harvard University. Im Mai 2011 wurde sie als Professorin für Forschungs- und Wissenschaftsmanagement an die Technische Universität München berufen. Seit Oktober 2017 ist sie als Geschäftsführende Vizepräsidentin für Talentmanagement und Diversity Teil des Hochschulpräsidiums. Seit Dezember 2019 ist sie Gründungsdirektorin des TUM Institute for LifeLong Learning. Im Jahr 2020 wurde Peus in die Liste der "Germany's Most Inspiring Women" aufgenommen.

## Arbeitsgebiete
In ihrer Forschung konzentriert sich Peus auf Personalführung und Führungskräfteentwicklung im digitalen Zeitalter, das Management von Forschungsorganisationen sowie Diversität in Organisationen. Zu diesen Wissensgebieten hat sie mehr als 100 Artikel in wissenschaftlichen Zeitschriften und über 60 Buchkapitel veröffentlicht.
Peus vertritt die Ansicht, dass Führungskräfte in einer sich schnell verändernden und unvorhersehbaren Welt nicht nur ein fundiertes Wissen über die neuesten technologischen Entwicklungen benötigen, sondern auch ein tiefes Verständnis für die grundlegenden menschlichen Bedürfnisse und deren Befriedigung. Ihre Forschung zeigt, dass Selbstreflexion der entscheidende Hebel ist, durch den Einzelpersonen, aber auch ganze Teams, ihre Entwicklung fördern können. Nach Peus sollte jede Führungskraft einen inneren Wertekompass entwickeln, um sich darüber klar zu werden, für welche Werte sie stehen möchte und diese Werte klar kommunizieren.
Sie berät Vorstände und Führungskräfte von Unternehmen unterschiedlicher Größe. Ihre Erkenntnisse aus der Forschung gibt Peus auch aktiv als Mitglied verschiedener Gremien weiter, wie z. B. im Verwaltungsrat des RWI – Leibniz-Institut für Wirtschaftsforschung, und den Kuratorien der Wertekommission und des Max-Planck-Institut für Physik.
Mit  Medienbeiträgen in  Zeitschriften wie The Times, New York Magazine, Huffington Post, Die Zeit, Süddeutsche Zeitung, Handelsblatt und Wirtschaftswoche sowie Auftritten bei öffentlich-rechtlichen Rundfunkanstalten wie arte, Deutschlandfunk oder Bayerischer Rundfunk trug sie zum Wissenstransfer von der Wissenschaft in die Gesellschaft bei.
In ihrer Funktion als Gründungsdirektorin des TUM Institute for LifeLong Learning hat Peus das Ziel, die neuesten Erkenntnisse aus allen Forschungsbereichen der Technischen Universität München durch Weiterbildungsangebote für Berufstätige zugänglich zu machen.

## Ausgewählte Publikationen
- J. E. Cichor, S. Hubner-Benz, T. Benz, F. Emmerling, C. Peus: Robot leadership–Investigating human perceptions and reactions towards social robots showing leadership behaviors. In: PLoS ONE. Band 18, Nr. 2, 2023, S. e0281786. doi:10.1371/journal.pone.0281786. (Abstract)
- R. Dutz, S. Hubner, C. Peus: When agency “fits” regardless of gender: Perceptions of applicant fit when job and organization signal male stereotypes. In: Personnel Psychology. Band 75, Nr. 2, 2022, S. 441–483. doi:10.1111/peps.12470 (Abstract)
- T. Hentschel, S. Braun, C. Peus, D. Frey: Sounds like a fit! Wording in recruitment advertisements and recruiter gender affect women's pursuit of career development programs via anticipated belongingness. In: Human Resource Management. Band 60, Nr. 4, 2021, S. 581–602. doi:10.1002/hrm.22043. (Abstract)
- E. A. Schmid, A. Pircher Verdorfer, C. Peus: Shedding light on leaders’ self-interest: Theory and measurement of exploitative leadership. In: Journal of Management. Band 45, Nr. 4, 2019, S. 1401–1433. doi:10.1177/0149206317707810. (Abstract)
- S. Braun, C. Peus, D. Frey: Connectionism in action: Exploring the links between leader prototypes, leader gender, and perceptions of authentic leadership. In: Organizational Behavior and Human Decision Processes. Band 149, 2018, S. 129–144. doi:10.1016/j.obhdp.2018.10.003. (Abstract)
- C. Peus, S. Braun, K. Knipfer: On becoming a leader in Asia and America: Empirical evidence from women managers. In: The Leadership Quarterly. Band 26, 2015, S. 55–67. doi:10.1016/j.leaqua.2014.08.004. (Abstract)
- C. Peus, S. Braun, D. Frey: Situation-based measurement of the full range of leadership model – Development and validation of a situational judgement test. In: The Leadership Quarterly. Band 24, 2013, S. 777–795. doi:10.1016/j.leaqua.2013.07.006. (Abstract)
- S. Braun, C. Peus, S. Weisweiler, D. Frey: Transformational leadership, job satisfaction, and team performance: A multilevel mediation model of trust. In: The Leadership Quarterly. Band 24, Nr. 1, 2013, S. 270–283. [*equal contribution]. doi:10.1016/j.leaqua.2012.11.006. (Abstract)